# 2030 Belyaev
2030 Belyaev је астероид главног астероидног појаса са средњом удаљеношћу од Сунца која износи 2,247 астрономских јединица (АЈ).
Апсолутна магнитуда астероида је 13,5.